# Akal Purukh
Akal Purukh ou Akal Purakh est le nom religieux sikh de l'Ėtre au-dessus du temps, un synonyme de Dieu et donc de Waheguru, terme plus utilisé. Étymologiquement, le A est privatif, Kal signifie temps et Purukh: personne; dans une traduction mot à mot Akal Purukh signifie: Être intemporel, Être immortel. Akal Purukh est souvent utilisé dans les Écritures saintes comme le Sri Guru Granth Sahib ou le Dasam Granth. Une prière célèbre de Guru Gobind Singh se nomme Akal Ustat qui se traduit par: « Prière à l'Intemporel ». Guru Nanak a aussi écrit sur l'Akal Purukh comme dans la page 64 du Guru Granth Sahib:
ਅਸਮਾਨੁ  ਧਰਤੀ  ਚਲਸੀ  ਮੁਕਾਮੁ  ਓਹੀ  ਏਕੁ  
ਦਿਨ  ਰਵਿ  ਚਲੈ  ਨਿਸਿ  ਸਸਿ  ਚਲੈ  ਤਾਰਿਕਾ  ਲਖ  ਪਲੋਇ 
ਮੁਕਾਮੁ  ਓਹੀ  ਏਕੁ  ਹੈ  ਨਾਨਕਾ  ਸਚੁ  ਬੁਗੋਇ  
qui se traduit:
« Le ciel et la terre passeront, l'Un seul est permanent.
Le jour et le soleil passeront, la nuit et la lune passeront, des centaines de milliers d'étoiles doivent disparaître.
Dieu seul est permanent ; Guru Nanak parle de la Vérité ».
Le terme Akal est utilisé dans la Mul Mantra, une des prières primordiales du sikhisme. La formule Sat Sri Akal utilisée comme salutations entre sikhs fait aussi référence à l'Être en dehors du temps. Et Guru Hargobind, un des Gurus fondateurs du sikhisme parle du Temple d'Or comme l'Akal Takht: le trône de l'Intemporel.